# Sockerberoende
Sockerberoende är ett tillstånd av beroende av socker i alla dess former samt snabba kolhydrater. Fenomenet är dock kontroversiellt och har inte officiell status som sjukdom.
Ett så kallat sockerberoende bör inte jämställas med andra typer av klassiska beroenden så som alkohol, tobak eller narkotika.

## Behandling
Tidigare fanns det ett behandlingshem i Hudiksvall, som numera är nedlagt. 
Utöver detta finns självhjälpsgrupperna FAA (Anonyma Matmissbrukare) och OA (Anonyma överätare) som jobbar med 12-stegsfilosofin precis som till exempel Anonyma Alkoholister.